# Manuel Botelho
Manuel Botelho (Lisboa, 1950 —), é um arquiteto e artista plástico português.

## Biografia
Manuel Botelho é filho de José Rafael Botelho e Maria Leonor Botelho; neto de Carlos Botelho. Vive e trabalha em S. Pedro do Estoril.
Licenciou-se em arquitetura pela Escola Superior de Belas Artes de Lisboa em 1976.
Foi colaborador no ateliê de Manuel Tainha (1971-1975). Trabalhou em associação com José Rafael Botelho (1977-1983) e João Abel Manta (1976-1981). Foi professor do ensino secundário (1976-78, 1993-95) e no Ar.co, Lisboa (1992-95). Abandonou a arquitetura em 1983.
Estudou pintura como bolseiro da Fundação Calouste Gulbenkian na Byam Shaw School of Art (1983-85) e na Slade School of Fine Art (1985-87), Londres.
É docente na Faculdade de Belas-Artes da Universidade de Lisboa desde 1995.
Em 2006 concluiu o doutoramento na Universidade de Lisboa, Faculdade de Belas Artes, com uma tese intitulada: "Percursos paralelos: um projeto pessoal de pintura e uma análise da obra de Guston".

## Obra
Desde o início a obra de Botelho revela preocupações de ordem político-social. Nas suas colagens de juventude, datadas de 1968-69 aborda os acontecimentos de Maio de 1968 em Paris e a Guerra no Vietname. Nos anos que se seguem dedica-se sobretudo à arquitetura e a sua prática artística permanece marginal e intermitente.
Depois de se mudar para Londres em 1983 – cidade onde irá manter um estúdio até 1996 –, o seu trabalho torna-se mais alegórico, mais preocupado com questões de identidade, pessoal e coletiva. O interesse que então lhe desperta a revelação do inconsciente prende-se com a sua fascinação de sempre por Goya. A "poética e iconografia [de Botelho] mergulham na revelação adolescente das Pinturas Negras de Goya […] no Museu do Prado".
No início dos anos 80 utiliza desenhos e pinturas para aludir à sua vida pessoal, a sentimentos de perda e separação. Em simultâneo, procura as suas raízes no passado, refletindo sobre o modo como o presente parece ensombrado por memórias de 41 anos de opressão ditatorial (Estado Novo – 1933-74)."Sentimos que não se trata do pesadelo pessoal de Botelho mas de um pesadelo coletivo; a temática que o ocupa é a estrutura ruinosa de toda uma sociedade". Na Byam Shaw Botelho dava-nos "uma nova visão da opressão, com um elenco de personagens arquetípicas, dirigido pela figura do Padre/Bispo/Ditador […]"; e no momento que chegou à Slade descobria "uma iconografia original, um mundo de burros e casebres, de camponeses a trabalhar a terra com alfaias primitivas, de muros de pedra a desintegrar-se – um passado pré industrial que figura como metáfora do Portugal moderno".
Esta visão negra foi-se lentamente aliviando, e os "temas de agressão e domínio [deram] lugar a uma iconografia mais íntima e pessoal"; a procura formal, a estruturação do espaço da pintura, tornaram-se prioridades na sua revisitação do cubismo sintético de Picasso, em pinturas onde "o erotismo ou a sensualidade mais genérica da relação entre mãe e filho" tornaram-se em temas principais.
O progressivo afastamento do cubismo permitiu que o seu desenho se tornasse mais fluido e sensível, e uma nova dinâmica libertou as suas figuras da imobilidade. No final dos anos 90 as suas representações multifacetadas tanto aludiam à vida do dia-a-dia como a temas religiosos tradicionais, anulando o espaço entre "o profano e o sagrado, entre a temporalidade contemporânea e a intemporalidade".
Em 2006 faz nova inflexão, e introduz a fotografia na sua obra, "para construir um corpo de trabalho que, no entanto, reflete as características essenciais da sua prática: a observação de questões de ordem histórica, as referências à tradição pictórica Ocidental, a figuração enquanto assinatura estilística". Para o seu projeto Confidencial/Desclassificado, centrado na Guerra Colonial (1962-74), trabalhou durante 15 meses no Museu Militar em Lisboa, fotografando as armas utilizadas por ambos os lados do conflito, dos canhangulos improvisados e catanas às emblemáticas G3 e AK-47. E em séries subsequentes optou por um tipo de narrativa próxima da sua pintura anterior, registando "elementos de uma guerra concreta (a Guerra Colonial) para falar dessa guerra […] e também de todas as outras; ou ainda da guerra como realidade abstracta". Escrutinando um acontecimento traumático através de uma narrativa de carácter alegórico, "Botelho explora a consciência coletiva portuguesa com sensibilidade, sem deixar de assinalar a turbulência política da era colonial".
Os seus trabalhos de 2011-12 incluem obras tridimensionais de grande escala construídas com panos de tenda, bem como a instalação sonora Cartas de Amor e Saudade, onde são evocadas as rádio novelas da época. Baseado em cartas reais, trocadas entre um soldado em comissão na Guiné e a sua namorada em Lisboa, "o texto situa-nos no tempo e no espaço e revela-nos a dimensão dos sentimentos: Portugal e Guiné, Anos de 1960e Guerra Colonial, Amor e Morte, Ciúme e esperança".
Partindo de uma publicação do S.N.I. com um relato empolado da viagem do presidente Américo Thomaz a Angola (1963), em 2013 Manuel Botelho apresentou a performance e instalação vídeo Viagem Triunfal (Old School, curadoria de Susana Pomba).

## Exposições
Participou em diversas exposições coletivas, em Portugal e no estrangeiro.
Entre as suas exposições individuais podem destacar-se: Fundação Calouste Gulbenkian (1986 e 1994); Museu Nacional de Arte Antiga (2000); Centro de Arte Moderna José de Azeredo Perdigão, Fundação Calouste Gulbenkian, Lisboa, 2005; Museu de Arte Contemporânea de Elvas (2008); Centro Cultural de Lagos (2005, 2009); Fundação EDP (2008); Centro Cultural de Cascais (2011); Laboratório das Artes, Guimarães (2012); Fundação PLMJ, Lisboa (2012); Old School (2013).
Expôs em galerias como: Módulo, Lisboa (1987, 1989, 1991, 1995, 1998, 2001, 2003); Módulo, Porto (1987, 1988, 1990, 1991, 1994, 1996, 1998, 2001); Flowers East, Londres (1992); Lisboa 20 / Miguel Nabinho, Lisboa (2006, 2008, 2009); Fernando Santos, Porto (2009); João Esteves de Oliveira, Lisboa (2007); Gomes Alves, Guimarães (1992, 2002, 2005, 2008), etc.

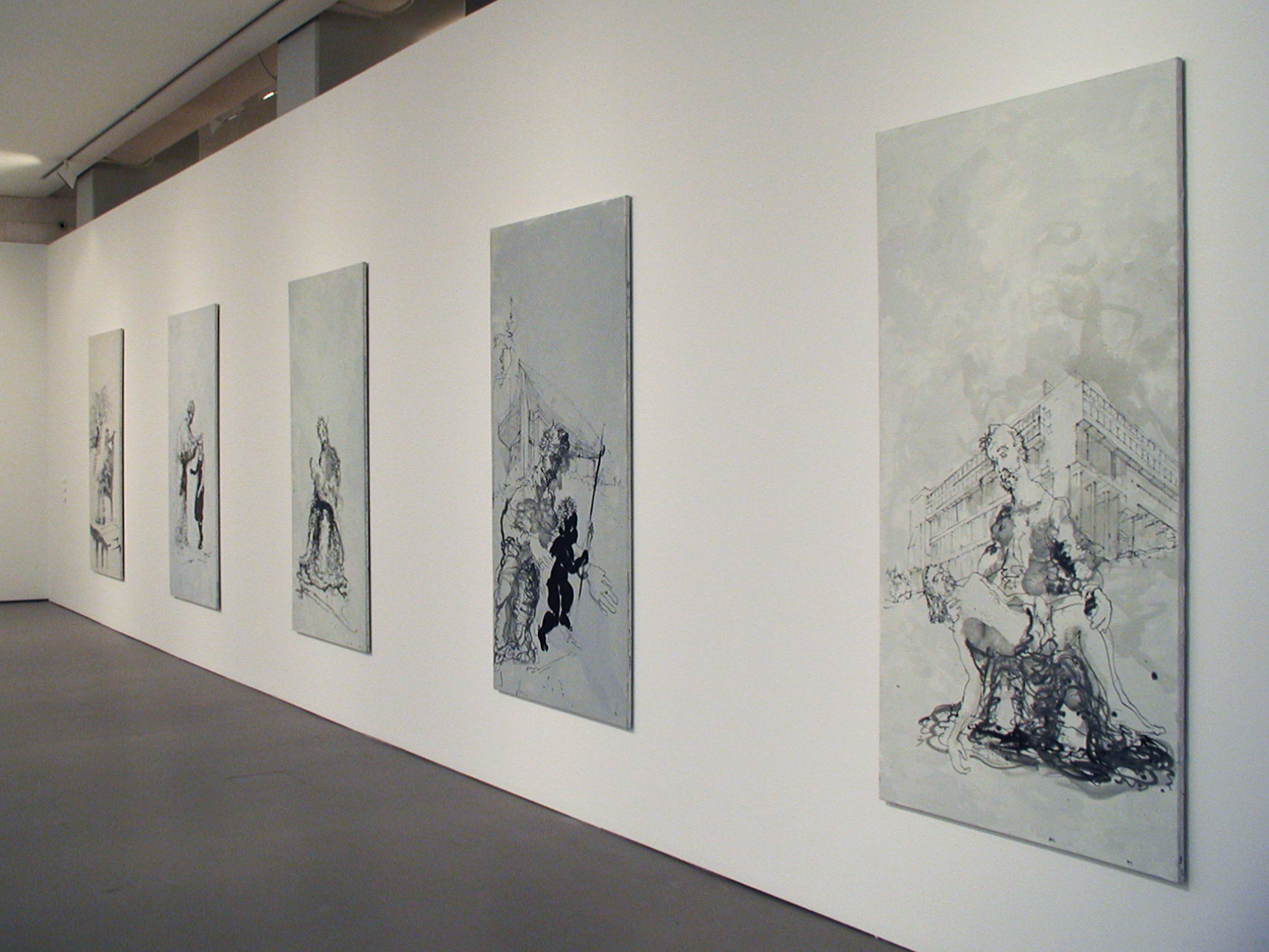
Manuel Botelho: Desenho e Pintura, 1984-2004, Centro de Arte Moderna José de Azeredo Perdigão, 2005
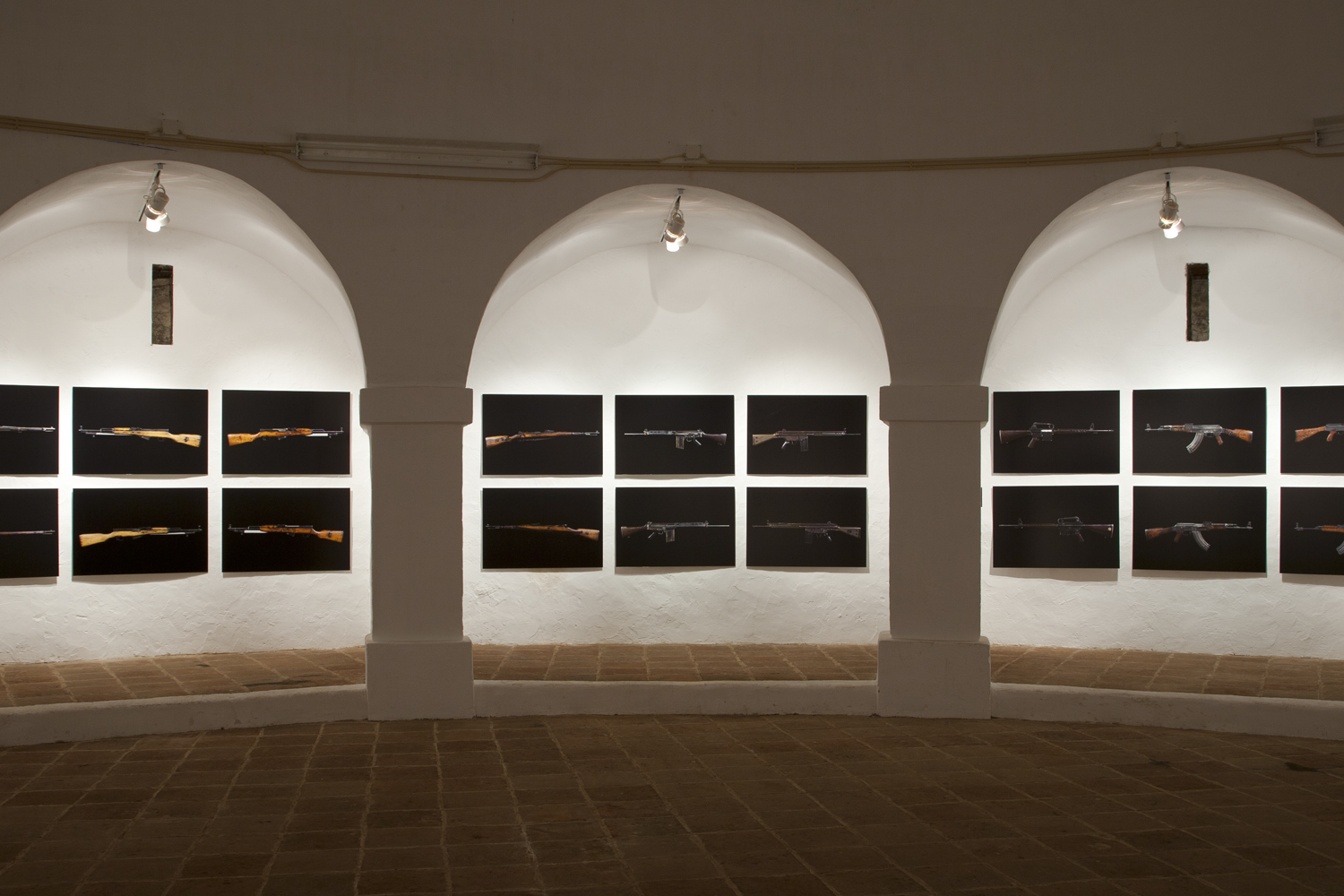
Inventário, Museu de Arte Contemporânea de Elvas, 2008
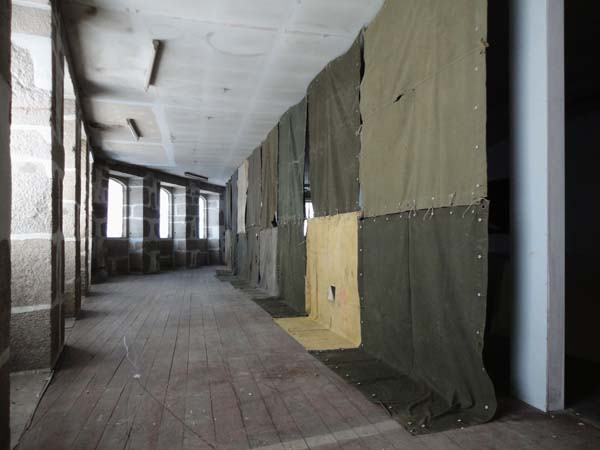
Marcha Lenta, Laboratório das Artes, Guimarães, 2012
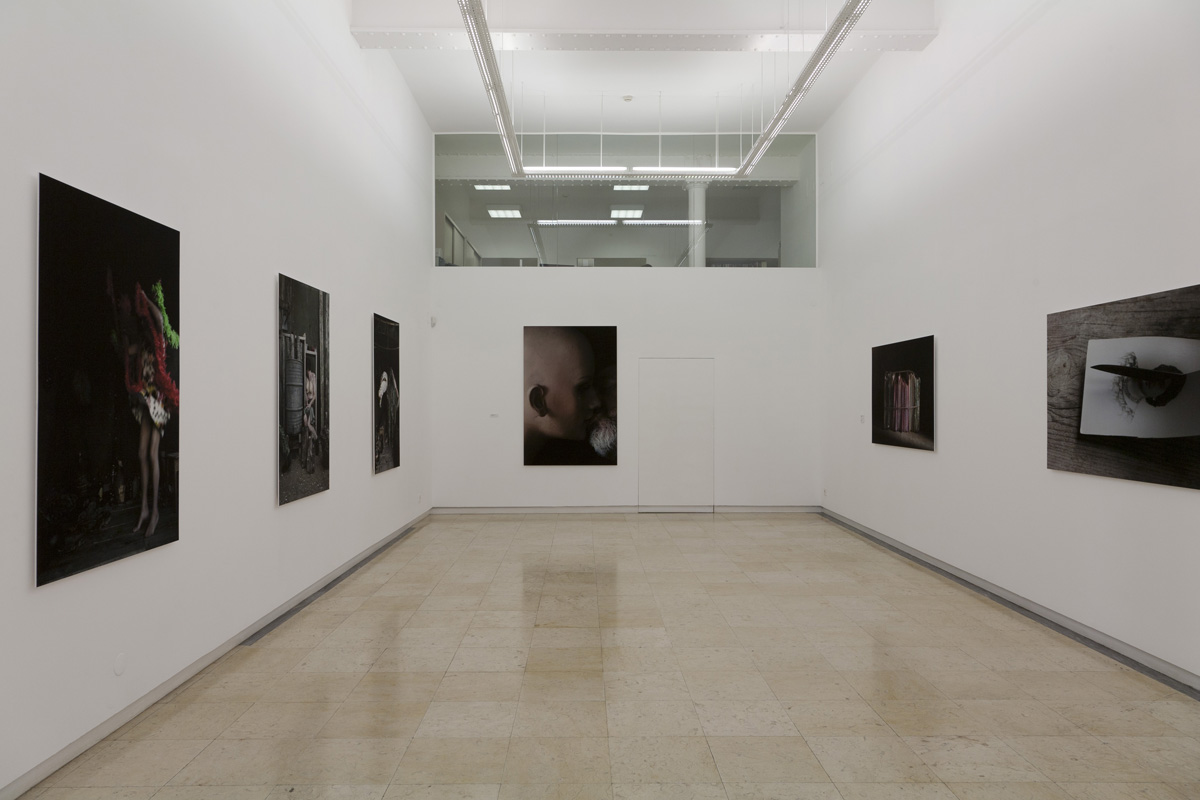
Confidencial-Desclassificado, Fundação PLMJ, 2012